# Helmahof
Helmahof ist ein Ort im Marchfeld in Niederösterreich. Er befindet sich weitgehend auf dem Gebiet der gleichnamigen Katastralgemeinde der Stadtgemeinde Deutsch-Wagram im Bezirk Gänserndorf. Es handelt sich um eine Siedlung ohne gewachsenen Ortskern.

## Geographie
Helmahof befindet sich etwa 18 km nordöstlich des Zentrums von Wien, 6 km außerhalb der Stadtgrenze bei Süßenbrunn.
Die Siedlung liegt nordöstlich von Deutsch-Wagram, nördlich der Nordbahn auf um die 160 m ü. A. Höhe. Sie umfasst knapp 1500 Gebäude mit gut 3700 Einwohnern, also mehr als Deutsch-Wagram selbst (55 % der Gemeindebevölkerung).
Zur Katastralgemeinde Helmahof mit 587,5 Hektar (rund 1⁄4 der Gemeindefläche) gehören auch die Fluren westlich des Rußbachs um den Rußbachhof.
| Pillichsdorf Reuhof (KG) (beide Gem. Pillichsdorf, Bez. Mistelbach) | Groß-Engersdorf (KG Großengersdorf, Bez. Mistelbach) | Bockfließ (O) Wendlingerhof (KG) (beide Gem. Bockfließ, Bez. Mistelbach) |
| Kapellerfeld (Gem. Gerasdorf b.W.)                                  | Kompassrose, die auf Nachbargemeinden zeigt          | Strasshof a.d.N. (KG Strasserfeld) ∗                                     |
| Deutsch-Wagram (Stadt)                                              | Hagerfeld Deutsch Wagram (KG)                        |                                                                          |

∗ KG Strasserfeld grenzt nur in einem Punkt an

## Geschichte
Im Mittelalter gab es hier das Dorf Helma, das ab dem mittleren 16. Jahrhundert als öd bezeichnet wird, auch Versuche, Kroaten anzusiedeln, hatten auf die Dauer keinen Erfolg. Dies wird mit Hochwässern des Rußbaches in Verbindung gebracht.
In weiterer Folge wurde der Helmahof (zuerst noch als Helma) als Einzelgehöft allein auf weiter Flur bezeichnet und dargestellt, so auch 1670 bei Georg Matthäus Vischer. Im Jahr 1822 wurde der Ort als Meier- und Schäferhof mit zwei Gebäuden genannt, die nach Großebersdorf eingepfarrt waren und die Kinder zur Einschulung nach Deutsch-Wagram kamen. Die Herrschaft Seiring besaß die Ortsobrigkeit und besorgte die Konskription. Die Landgerichtsbarkeit wurde von der Herrschaft Süßenbrunn ausgeübt und die Untertanen und Grundholde des Ortes gehörten den Herrschaften Wolkersdorf und Königstetten. Auch Schweickhardt und Pernold beschrieben den Wirtschaftshof.
Nach 1924 entstand hier von Deutsch-Wagram ausgehend eine Siedlung nördlich der Bahntrasse, die in den nächsten Jahrzehnten immer mehr wuchs.
Laut Adressbuch von Österreich waren im Jahr 1938 in Helmahof eine Gastwirtschaft, ein Gemischtwarenhändler und ein Landwirt ansässig. Außerdem gab es eine Geflügelfarm.

## Öffentliche Einrichtungen
In Helmahof gibt es fünf Kindergärten.

## Infrastruktur
Durch Helmahof verläuft die L13 Deutsch-Wagram (B8 Angerner Straße) – Bockfließ (L12 nach Gänserndorf).
Der Ort hat – am Ostrand der Siedlung – auch eine Haltestelle der Nordbahn (Kilometer 20,8, für die westlichen Ortsteile liegt der Bahnhof Deutsch Wagram näher). Sie von der S1 der S-Bahn Wien halbstündlich angefahren.

## Nachweise
- 30808 – Deutsch-Wagram. Gemeindedaten der Statistik Austria

1. 1 2  Anton Becker: Wetter und Wüstung, in: Mitteilungen der Österreichischen Geographischen Gesellschaft, Nr. 88, 1945 (zobodat.at [PDF; abgerufen am 13. Mai 2025])
2. ↑  Georg Matthäus Vischer: Archiducatus Austriae inferioris geographica et noviter emendata accuratissima descriptio. Wien, 1697 (Erstausgabe 1670 gestochen von Melchior Küsell), ca. 1:144.000 (Layer online bei NÖ Atlas).
3. ↑  Joseph von Steinius: Topographischer Land-Schematismus oder Verzeichniß aller im Erzherzogthume Oesterreich unter der Enns befindlichen Ortschaften als Städte, Märkte, Schlösser, Ämter, Dörfer, Rotten und einzelne Häuser, die eigene Nahmen haben, Anzahl der Häuser sowohl, als der betreffenden Pfarren, Schulörter, Patronate, Decanate, Werbbezirke, Landgerichte, Ortsobrigkeiten, Grund- und Conscriptions-Herrschaften, dann der nächsten Poststationen zur Auf- und Abgabe der Briefe. Erster Band: A–L. Verlag Anton Strauß, Wien 1822, S. 284 (Helma in der Google-Buchsuche).
4. ↑  Franz Xaver Schweickhardt: Darstellung des Erzherzogthums Österreich unter der Ens, durch umfassende Beschreibung aller Burgen, Schlösser, Herrschaften, Städte, Märkte, Dörfer, Rotten etc. etc., topographisch-statistisch-genealogisch-historisch bearbeitet und nach den bestehenden vier Kreis-Vierteln [alphabetisch] gereiht. [Teil:] Viertel unterm Manhartsberg. 7 von 34 Bänden. 2. Band: Fatzihof bis Herrnlois. Mechitaristen, Wien 1834, S. 311 (Helma – Internet Archive).
5. ↑  Adolf Emanuel Pernold: Geistesblumen: Auf Oesterreichischem Boden verpflanzt, Band 3, Druck Benko, 1843, Kapitel Eisenbahnfahrt von Wien nach Brünn, S. 130, Sp. 1 (Abschnitt ab S. 120, Google eBook, vollständige Ansicht).
6. ↑  Adressbuch von Österreich für Industrie, Handel, Gewerbe und Landwirtschaft, Herold Vereinigte Anzeigen-Gesellschaft, 12. Ausgabe, Wien 1938. PDF, S. 284
7. ↑  Kindergärten in NÖ. NÖ Landesregierung, abgerufen am 22. September 2023.